# ハワイ・ウィンターリーグ
ハワイ・ウィンターリーグは、かつてアメリカ合衆国ハワイ州で開催されていた野球のウィンターリーグ。正式名称はハワイ・ウィンター・ベースボール（Hawaii Winter Baseball）。

## 概要

### 第1次（1993年 - 1997年）
1993年から1997年にかけて「ハワイアン・ウィンターリーグ」として開催された。
日本（NPB）、アメリカ（MLB）、韓国（KBO）の3カ国のプロ野球組織が連携して、11月から1月にかけて4チームが参加してリーグ戦を開催した。日本からは鈴木一朗（後のイチロー）、新庄剛志、桧山進次郎、井口資仁、城島健司、アメリカからはジェイソン・ジアンビ、デレク・リーらが参戦し、のちに日本球界・アメリカ球界の中心選手として活躍するきっかけを掴んだ。
1998年度以後は財政上の理由で休止された。

### 第2次（2006年 - 2008年）
2006年6月末、この年のシーズンオフに大会が9年ぶりに復活することがリーグ関係者により発表された。
「ホノルル・シャークス」、「ウエストオアフ・ケインファイアーズ」、「ワイキキ・ビーチボーイズ」、「ノースショア・ホヌ」の4チームが参加し、アメリカからはA級、AA級のマイナー選手が参加。日本のプロ野球選手も2軍選手らが参加しており、2007年には、セントラル・リーグからは阪神タイガースと東京ヤクルトスワローズ、パシフィック・リーグからは福岡ソフトバンクホークスを除く5球団の選手が参加した。各チームに2人ずつハワイ出身選手を入れる条件となっており、2006年には新聞広告で選手を募集するチームもあった。
2006年の開催期間は10月1日から11月22日までで、レギュラーシーズンは40試合、East、West各リーグの首位チーム同士による優勝決定戦を最終日に行った。
2007年の開催期間は9月29日から11月19日までで、4チームの内、上位2チームの優勝決定戦を行った。また、シーズン中にアジアチームとアメリカチームによるオールスターゲームも1試合開催された。
2006年は、ともにオアフ島にある、レス・ムラカミ・スタジアム（ハワイ大学マノア校構内）とハンズ・ロレンジ・フィールド（ワイパフ）の2球場で試合を行った。2007年は2球場に加え、マウイ島のアイアン・マエハラ・スタジアムで6試合と、ハワイ島ヒロのフランシス・ウォング・スタジアムで3試合、計4球場で開催する予定だったが、レス・ムラカミ・スタジアム側の事情により同球場での開催が取りやめとなり、同球場で行う予定だった試合はハンズ・ロレンジ・フィールドに全て振り替えられたため、3球場での開催となった。
2008年限りで再び活動を休止した。

## 参加チーム
2008年シーズン
- ホノルル・シャークス
- ウエストオアフ・ケインファイアーズ
- ワイキキ・ビーチボーイズ
- ノースショア・ホヌ

過去に存在したチーム
- ヒロ・スターズ - 1997年に消滅
- カウアイ・エメラルズ - 1994年に消滅、後のウエストオアフ・ケインファイアーズ
- マウイ・スティングレイズ - 1997年に消滅

## 優勝チーム
第一次
- 1993年：ヒロ・スターズ
- 1994年：カウアイ・エメラルズ
- 1995年：マウイ・スティングレイズ
- 1996年：マウイ・スティングレイズ
- 1997年：ホノルル・シャークス

第二次
- 2006年：ノースショア・ホヌ
- 2007年：ノースショア・ホヌ
- 2008年：ワイキキ・ビーチボーイズ